# 카를라 소피아 가스콘
카를라 소피아 가스콘(Karla Sofía Gascón, 1972년 3월 31일 ~ )은 스페인의 배우이며, 트랜스여성이다. 성전환 전 이름은 카를로스 가스콘(Carlos Gascón)이었다. 2024년 칸 영화제에서 영화 《에밀리아 페레즈》를 통해 여자배우상을 공동 수상했다. 또한, 제97회 아카데미상 여우주연상 후보에도 올라 아카데미상 후보에 오른 최초의 트랜스여성이 되었다.

## 출연 작품

### 영화
- 2024년 에밀리아 페레즈 - 에밀리아 / 마니타스 역